# Reuben Chapman

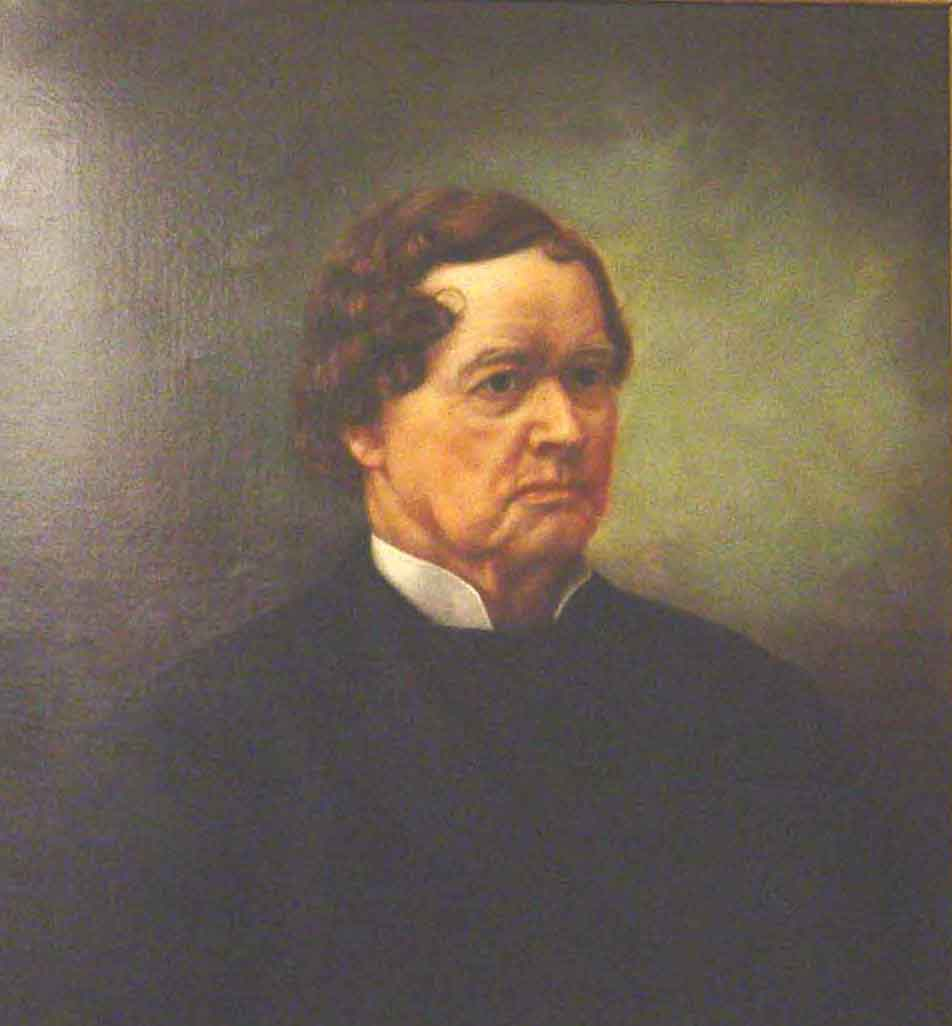
Reuben Chapman

Reuben Chapman (* 15. Juli 1799 in Bowling Green, Caroline County, Virginia; † 17. Mai 1882 in Huntsville, Alabama) war ein US-amerikanischer Politiker (Demokratische Partei) und der 13. Gouverneur von Alabama.

## Frühe Jahre und politischer Aufstieg
Reuben Chapman, Sohn von Colonel Reuben und Ann Chapman, zog 1824 nach Huntsville und studierte mit seinem Bruder Samuel Jura. Er wurde 1825 als Anwalt zugelassen und eröffnete dann eine eigene Kanzlei in Somerville. Chapman zog 1832 nach Huntsville zurück und entschloss sich eine politische Laufbahn einzuschlagen. Er diente bis 1835 im Senat von Alabama. Danach war er Abgeordneter im US-Repräsentantenhaus zwischen 1835 und 1847.

## Gouverneur von Alabama
Im Mai 1847 wurde er durch die Democratic State Convention für das Amt des Gouverneurs von Alabama nominiert. Er gewann die Wahl am 2. August 1847 und wurde am 16. Dezember 1847 vereidigt. Während seiner Amtszeit endete der Mexikanisch-Amerikanische Krieg, die Auseinandersetzung bezüglich der Sklavereifrage wuchs deutlich und ein staatlicher Geologe wurde bestellt, um Alabamas Mineral und Erzvorkommen zu erforschen. Das vorrangige Problem in Chapmans Amtszeit war die verbleibende Zahlungsfähigkeit des Staates, so dass er erfolgreich finanzielle Verfahren einführte, die das Ausmaß der Einbußen, die die Wirtschaft erlitt, ausgleichen.
Im Februar 1848 wurde die Alabama Platform in der Democratic State Convention angenommen. Diese forderte, dass der US-Kongress die Sklaverei in den Territorien sichern sollte und niemand, der diese Ansicht nicht teilte, sollte auch für die Präsidentschaft nominiert sein. Ferner brannte in seiner Amtszeit das Staatskapitol ab und die gängige Richterwahl wurde verfügt. Chapman entschloss sich, 1849 nicht noch einmal zu Wahl für das Amt des Gouverneurs anzutreten.

## Weiterer Lebenslauf
Chapman blieb aktiv in der Politik. Er wurde 1855 in das Repräsentantenhaus von Alabama gewählt. Ferner war er Delegierter zur Democratic National Convention in den Jahren 1856, 1860 und 1868. Er war auch Botschafter der Konföderierten Staaten in Frankreich zwischen 1862 und 1865. Reuben Chapman verstarb am 17. Mai 1882 und wurde auf dem Maple Hill Cemetery in Huntsville beigesetzt.